# Москверито рудий
Москверито рудий (Neopipo cinnamomea) — вид горобцеподібних птахів родини тиранових (Tyrannidae). Мешкає в Амазонії та на Гвіанському нагір'ї. Це єдиний представник монотипового роду Москверито (Neopipo).

## Опис
Довжина птаха становить 8,9—9,5 см. Тім'я і щоки сірі, горло біле, спина, боки та хвіст коричневі. Крила коричневі, першорядні махові пера чорні. Груди й живіт жовтувато-охристі. Дзьоб короткий, вузький, блискучий. світло-коричневий. Лапи світло-коричневі.

## Таксономія і систематика

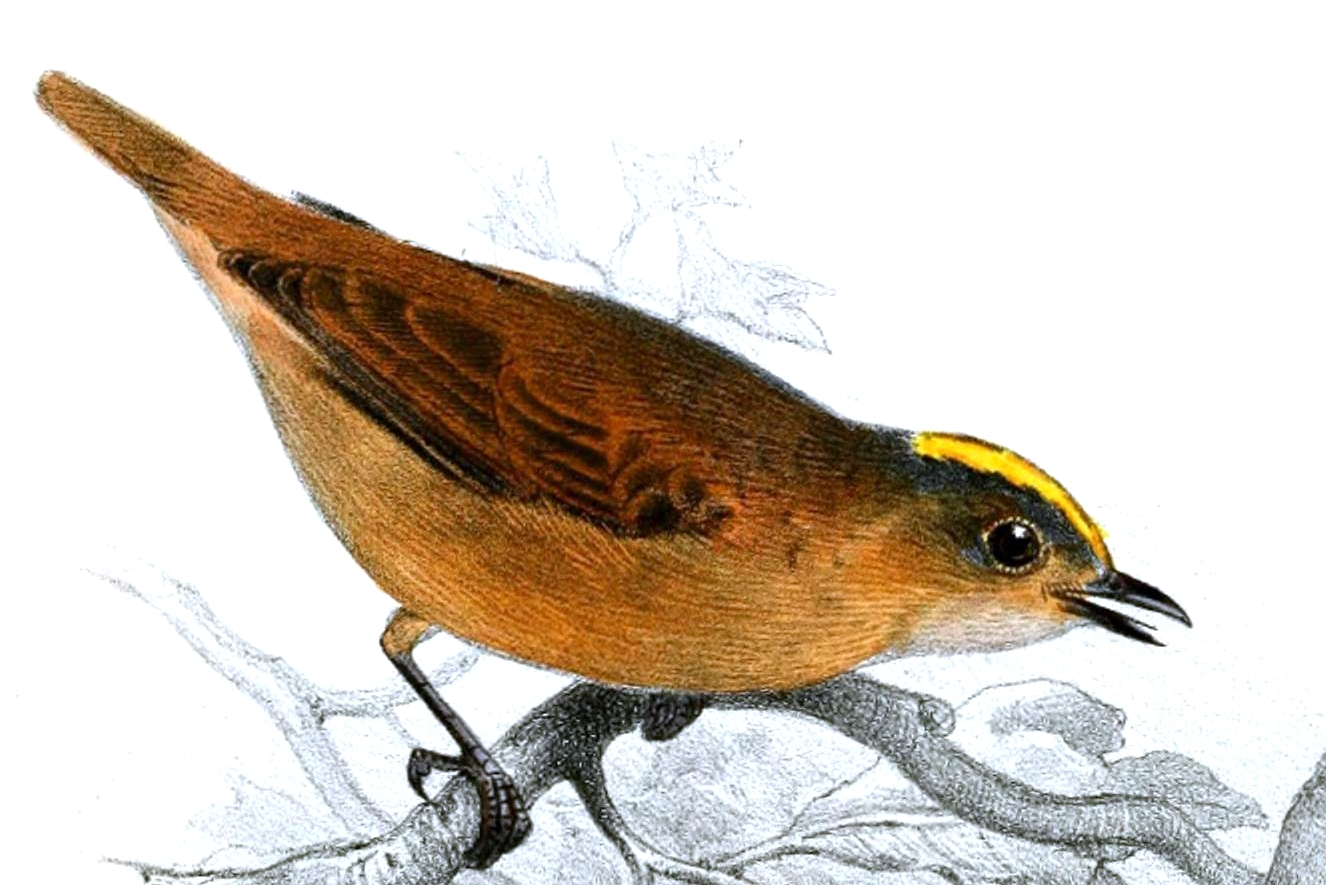
Рудий москверито

Молекулярно-генетичне дослідження, проведене Телло та іншими в 2009 році, дало змогу дослідникам краще зрозуміти філогенію родини тиранових. Згідно із запропонованою ними класифікацією, рід Москверито (Neopipo) належить до родини Лопатодзьобові (Platyrinchidae), разом з родами Лопатодзьоб (Platyrinchus) і Котинга-крихітка (Calyptura). Однак більшість систематиків не визнає цієї класифікації.

## Підвиди
Виділяють два підвиди:
- N. c. helenae McConnell, 1911 — Гвіана і північна Бразилія (Амапа);
- N. c. cinnamomea (Lawrence, 1869) — південь Венесуели, схід Колумбії, Еквадору і Перу, північ Болівії, захід і центр бразильської Амазонії.

## Поширення і екологія
Руді москверито мешкають у Бразилії, Венесуелі, Колумбії, Еквадорі, Перу, Болівії, Гаяні, Суринамі та Французькій Гвіані. Вони живуть у підліску вологих рівнинних тропічних лісів, у мангрових і заболочених лісах. Зустрічаються на висоті до 1000 м над рівнем моря. Іноді приєднуються до змішаних зграй птахів. Живляться переважно комахами.